# Vuelta a Antioquia
La Vuelta a Antioquia est une course cycliste colombienne disputée, généralement au mois de mai, dans le département d'Antioquia.
La première édition de la Clásica Antioquia - Postobón a lieu du 15 au 19 avril 1973. Sponsorisée par la marque de boissons gazeuses Postobón, elle est organisée par la Ligue cycliste d'Antioquia. Une soixante de participants est au départ d'une épreuve divisée en cinq étapes et développant près de six cent cinquante kilomètres. Un des hommes présentés comme favori, Juan de Dios Morales (es) s'impose à l'issue.
Avec trois victoires chacun, Reynel Montoya et Óscar Sevilla sont les coureurs ayant remporté le plus de fois cette course. Sevilla, seul étranger à avoir remporté la Vuelta a Antioquia, a gagné aussi l'édition 2011 mais cette victoire lui a été retirée a posteriori pour un contrôle antidopage positif.

## Palmarès
| Année                | Vainqueur                 | Deuxième                  | Troisième                  |
| -------------------- | ------------------------- | ------------------------- | -------------------------- |
| Clásica de Antioquia |                           |                           |                            |
| 1973                 | Juan de Dios Morales (es) | Guillermo Mejía           | Héctor Cataño              |
| 1974                 | Óscar González (es)       | Norberto Cáceres (es)     | Abelardo Ríos              |
| 1976                 | Abelardo Ríos             | Luis Carlos Manrique (en) | Martín Emilio Rodríguez    |
| 1977                 | Gonzalo Marín (es)        | Antonio Londoño           | Carlos Siachoque           |
| 1978                 | Abelardo Ríos             |                           |                            |
| 1980                 | José Patrocinio Jiménez   | Heriberto Urán (es)       | Alfonso Flórez             |
| 1981                 | Julio Alberto Rubiano     |                           |                            |
| 1982                 | José Patrocinio Jiménez   |                           |                            |
| 1983                 | Reynel Montoya            |                           |                            |
| 1984                 | Fabio Parra               | Martín Ramírez            | Pacho Rodríguez            |
| 1985                 | Antonio Londoño           | José Patrocinio Jiménez   | Samuel Cabrera             |
| 1986                 | Reynel Montoya            | Pedro Saúl Morales        | Omar Hernández             |
| 1987                 | Reynel Montoya            |                           |                            |
| 1988                 | Pablo Wilches             |                           |                            |
| 1989                 | Oliverio Rincón           | Gerardo Moncada           | Alirio Chizabas (es)       |
| 1990                 | Gustavo Wilches           | Celio Roncancio (it)      | Pacho Rodríguez            |
| 1991                 | Álvaro Mejía              | Óscar de Jesús Vargas     | Luis Alberto González (es) |
| 1992                 | Carlos Mario Jaramillo    | José Luis Vanegas (nl)    | Fabio Jaramillo (en)       |
| 1993                 | Javier Zapata             |                           |                            |
| 1994                 | Héctor Castaño            |                           |                            |
| 1995                 | Óscar de Jesús Vargas     |                           |                            |
| 1996                 | Argiro Zapata (es)        |                           |                            |
| 1997                 | Germán Ospina (es)        | Javier Zapata             | Argiro Zapata (es)         |
| 1998                 | Álvaro Sierra             | José Castelblanco         | Argiro Zapata (es)         |
| 1999                 | Hernán Darío Muñoz        | Uberlino Mesa (es)        | Álvaro Sierra              |
| Vuelta a Antioquia   |                           |                           |                            |
| 2000                 | Javier Zapata             | Daniel Rincón             | Álvaro Sierra              |
| 2001                 | Javier Zapata             | Uberlino Mesa (es)        | Hernán Bonilla             |
| 2002                 | Javier González           | Argiro Zapata (es)        | Carlos Alberto Contreras   |
| 2003                 | Carlos Alberto Contreras  | Álvaro Sierra             | Hernán Buenahora           |
| 2004                 | José Castelblanco         | Libardo Niño              | Ricardo Mesa               |
| 2005                 | Libardo Niño              | Israel Ochoa              | Jhon Freddy García         |
| 2006                 | Libardo Niño              | Alexis Castro             | Sergio Henao               |
| 2007                 | Mauricio Ortega           | Hernán Buenahora          | Sergio Henao               |
| 2008                 | Mauricio Ortega           | Javier Zapata             | Stiber Ortiz               |
| 2009                 | Freddy González           | Juan Pablo Suárez         | Luis Felipe Laverde        |
| 2010                 | Óscar Sevilla             | Sergio Henao              | Juan Pablo Villegas        |
| 2011                 | Óscar Sevilla             | Sergio Henao              | Marlon Pérez               |
| 2012                 | Alex Cano                 | Stiber Ortiz              | Iván Parra                 |
| 2013                 | Óscar Sevilla             | Alejandro Ramírez         | Jonathan Millán            |
| 2014                 | Camilo Gómez              | Rafael Infantino          | Alex Cano                  |
| 2015                 | Óscar Sevilla             | Juan Pablo Suárez         | Alejandro Ramírez          |
| 2016                 | Omar Mendoza              | Danny Osorio              | Óscar Sevilla              |
| 2017                 | Danny Osorio              | Robinson Chalapud         | Juan Pablo Suárez          |
| 2018                 | José Serpa                | Aldemar Reyes             | Juan Pablo Suárez          |
| 2019                 | Miguel Ángel Reyes        | José Tito Hernández       | Alexander Gil              |
| 2020                 | Alexander Gil             | Danny Osorio              | Freddy Montaña             |
| 2021                 | Didier Merchán            | Didier Chaparro           | Robinson Chalapud          |
| 2022                 | Javier Jamaica            | Alexander Gil             | Omar Mendoza               |
| 2023                 | Diego Pescador            | Sebastián Castaño         | Alexander Gil              |
| 2024                 | Sergio Henao              | Sebastián Castaño         | Adrián Bustamante          |